# Ludwig Müller (théologien)
Pour les articles homonymes, voir Müller et Ludwig Müller.
Ludwig Müller (Gütersloh, 23 juin 1883 - Berlin, 31 juillet 1945) était une personnalité dirigeante des Chrétiens allemands (Deutsche Christen) et ensuite de l'Église protestante du Reich.

## Biographie

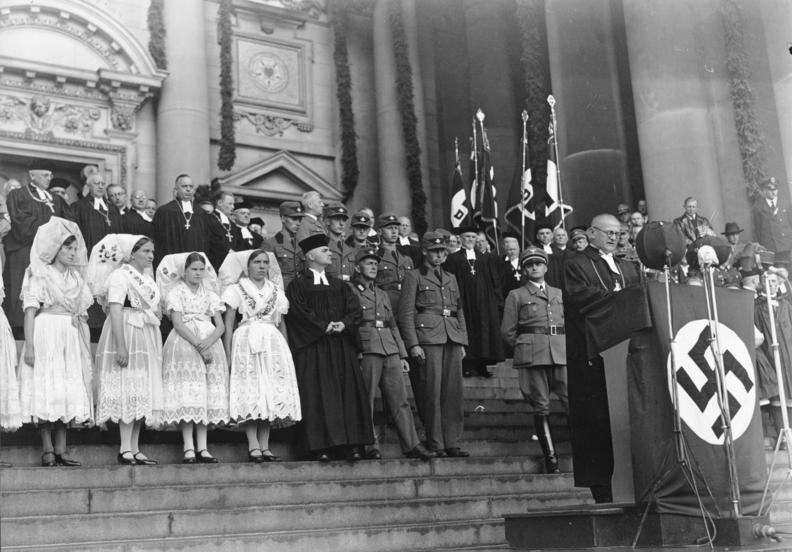
Müller pendant son discours d'intronisation comme « évêque du Reich », devant la cathédrale de Berlin, le 23 septembre 1934.

Ludwig Müller était proche du parti nazi depuis les années 1920. Il a été aumônier militaire, se situant dans la mouvance des Chrétiens allemands qui ont noyauté l'Église protestante allemande après sa formation en 1933. Il est devenu ensuite le premier « évêque du Reich », poste créé pour lui, mais qui tomba en désuétude, à tel point que pendant la Seconde Guerre mondiale, il dut interroger le gouvernement pour savoir s'il était encore en possession de son titre et de sa fonction. Il est resté un nazi fidèle jusqu'à la fin et s'est suicidé après la défaite nazie, le 31 juillet 1945.